# Al Raha
Al Raha es una zona mixta comercial, residencial y de ocio en Abu Dabi, Emiratos Árabes Unidos, ubicada principalmente en Khalifa City A. El área está situada entre Umm Al-Nar y elAeropuerto Internacional de Abu Dhabi . Al Raha incluye dos secciones principales, Al Raha Beach y Al Raha Gardens, con once sub-recintos: Al Zeina, Khor Al Raha, Al Bandar, Al Seef, Al Dana, Al Rumaila, Al Zahiya, Al Lissayli, Al Shaleela, Al Razeen y Al Thurayya. Repartidas en un área de 5,2 millones de metros cuadrados, la playa de Al Raha tiene capacidad para 120.000 residentes.

## Playa
La playa de Al Raha está situada en una playa a lo largo de la carretera a Dubái, al aeropuerto internacional de Abu Dhabi, Khalifa City y la isla de Yas vecinas. Tiene 5,2 millones de metros cuadrados y está previsto para 120.000 residentes en más de 3000 propiedades. Entre los edificios comerciales se encuentran la sede del desarrollador . Las comunidades emblemáticas son Al Bandar, Al Hadeel, Al Muneera y Al Zeina. Pero la playa no se ha abierto al público desde su construcción.